# Beloserskoje
Beloserskoje (russisch Белозе́рское) ist ein Dorf (selo) in der Oblast Kurgan in Russland mit 4141 Einwohnern (Stand 14. Oktober 2010).

## Geographie
Der Ort liegt knapp 50 km Luftlinie nördlich des Oblastverwaltungszentrums Kurgan im Westsibirischen Tiefland. Er befindet sich am linken Ufer des Tobol.
Beloserskoje ist Verwaltungszentrum des Rajons Beloserski sowie Sitz der Landgemeinde (selskoje posselenije) Beloserski selsowet, zu der außerdem die Dörfer Domoschirowa (12 km nordwestlich), Korjukina (südlich anschließend) und Kulikowo (9 km nordnordöstlich) gehören.

## Geschichte
Die Ortschaft geht auf die Beloserskaja sloboda, die 1665 am rechten Ufer des Tobol gegründet wurde. Im 18. Jahrhundert wurde das Dorf an die heutige Stelle verlegt und unter dem Namen Beloserskoje Sitz einer Wolost. Seit November 1923 ist der Ort Verwaltungssitz eines nach ihm benannten rajons, mit Unterbrechung vom 1. Februar 1963 bis 1. Februar 1965, als der Rajon aufgelöst und sein Territorium zunächst dem Kargapolski rajon im 75 km westlich gelegenen Kargapolje zugeordnet war, und ab 3. März 1964 der Teil mit dem Dorf Beloserskoje zum Ketowski rajon mit Sitz in Ketowo gehörte (gut 50 km südlich).

### Bevölkerungsentwicklung
| Jahr | Einwohner |
| ---- | --------- |
| 1897 | 666       |
| 1926 | 985       |
| 1939 | 1885      |
| 1959 | 2029      |
| 1970 | 2848      |
| 1979 | 4028      |
| 1989 | 4519      |
| 2002 | 4141      |

Anmerkung: Volkszählungsdaten

## Verkehr
Westlich am Dorf führt die Zweigstrecke Kurgan – Tjumen (ehemals R401) der föderalen Fernstraße R254 vorbei, die Tscheljabinsk über Omsk mit Nowosibirsk verbindet. Bei Beloserskoje zweigt die Regionalstraße 37N-0218 ab, überquert den Tobol und verläuft in östlicher Richtung (später als 37N-1312) in das 75 km entfernte Rajonzentrum Mokroussowo.
Die nächstgelegene Bahnstation befindet sich in Kurgan an der Südroute der Transsibirischen Eisenbahn Samara – Tscheljabinsk – Omsk.

## Söhne und Töchter des Ortes
- Alexander Adrianow (1854–1920), Forschungsreisender und Ethnologe